# Kazachstan op de Olympische Winterspelen 2022
Kazachstan nam deel aan de Olympische Winterspelen 2022 in Peking in China.

## Deelnemers en resultaten

### Alpineskiën
Maximaal vier deelnemers per onderdeel
Mannen
| Naam            | Onderdeel    | 1e run         | 1e run         | 2e run         | 2e run         | Totaal         | Totaal         |
| Naam            | Onderdeel    | Tijd           | Rang           | Tijd           | Rang           | Tijd           | Rang           |
| --------------- | ------------ | -------------- | -------------- | -------------- | -------------- | -------------- | -------------- |
| Zachar Koetsjin | Reuzenslalom | niet gefinisht | niet gefinisht | niet geplaatst | niet geplaatst | niet geplaatst | niet geplaatst |
| Zachar Koetsjin | Slalom       | 1:03,68        | 43             | 58,98          | 37             | 2:02,66        | 36             |

Vrouwen
| Naam                  | Onderdeel | 1e run         | 1e run         | 2e run         | 2e run         | Totaal         | Totaal         |
| Naam                  | Onderdeel | Tijd           | Rang           | Tijd           | Rang           | Tijd           | Rang           |
| --------------------- | --------- | -------------- | -------------- | -------------- | -------------- | -------------- | -------------- |
| Aleksandra Troitskaja | Slalom    | niet gefinisht | niet gefinisht | niet geplaatst | niet geplaatst | niet geplaatst | niet geplaatst |

### Biatlon
Mannen
| Naam              | Onderdeel     | Tijd    | Missers | Rang |
| ----------------- | ------------- | ------- | ------- | ---- |
| Vladislav Kirejev | Individueel   | 52:29,2 | 0       | 25   |
| Vladislav Kirejev | Sprint        | 27:21,7 | 1       | 77   |
| Aleksandr Moechin | Individueel   | 55:00,4 | 4       | 52   |
| Aleksandr Moechin | Sprint        | 23:37,2 | 1       | 49   |
| Aleksandr Moechin | Achtervolging | 47:45,0 | 8       | 57   |

Vrouwen
| Naam                | Onderdeel     | Tijd    | Missers | Rang |
| ------------------- | ------------- | ------- | ------- | ---- |
| Galina Visjnevskaja | Individueel   | 49:32,3 | 1       | 44   |
| Galina Visjnevskaja | Sprint        | 23:22,6 | 1       | 52   |
| Galina Visjnevskaja | Achtervolging | 41:47,9 | 4       | 52   |

### Freestyleskiën
Aerials
| Naam                                                                | Onderdeel | Kwalificatie | Kwalificatie | Kwalificatie   | Kwalificatie   | Finale         | Finale         | Finale         | Finale         | Finale         | Finale         |
| Naam                                                                | Onderdeel | Sprong 1     | Sprong 1     | Sprong 2       | Sprong 2       | Sprong 1       | Sprong 1       | Sprong 2       | Sprong 2       | Sprong 3       | Sprong 3       |
| ------------------------------------------------------------------- | --------- | ------------ | ------------ | -------------- | -------------- | -------------- | -------------- | -------------- | -------------- | -------------- | -------------- |
| Sjerzod Chasjyrbajev                                                | Mannen    | 109,74       | 15           | 69,23          | 13             | niet geplaatst | niet geplaatst | niet geplaatst | niet geplaatst | niet geplaatst | 19             |
| Zjanbota Aldabergenova                                              | Vrouwen   | 80,56        | 12           | 80,56          | 7              | niet geplaatst | niet geplaatst | niet geplaatst | niet geplaatst | niet geplaatst | 13             |
| Akmarzjan Kalmoerzajeva                                             | Vrouwen   | 70,86        | 19           | 98,68          | 1              | 71,23          | 11             | niet geplaatst | niet geplaatst | niet geplaatst | 11             |
| Sjerzod Chasjyrbajev Zjanbota Aldabergenova Akmarzjan Kalmoerzajeva | Team      | niet gestart | niet gestart | niet geplaatst | niet geplaatst | niet geplaatst | niet geplaatst | niet geplaatst | niet geplaatst | niet geplaatst | niet geplaatst |

Moguls
| Naam               | Onderdeel | Kwalificatie   | Kwalificatie   | Kwalificatie   | Kwalificatie   | Kwalificatie | Kwalificatie | Kwalificatie | Kwalificatie | Finale         | Finale         | Finale         | Finale         | Finale         | Finale         | Finale         | Finale         | Finale         | Finale         | Finale         | Finale |
| Naam               | Onderdeel | Run 1          | Run 1          | Run 1          | Run 1          | Run 2        | Run 2        | Run 2        | Run 2        | Run 1          | Run 1          | Run 1          | Run 1          | Run 2          | Run 2          | Run 2          | Run 2          | Run 3          | Run 3          | Run 3          | Run 3  |
| Naam               | Onderdeel | Tijd           | Score          | Totaal         | Rang           | Tijd         | Score        | Totaal       | Rang         | Tijd           | Score          | Totaal         | Rang           | Tijd           | Score          | Totaal         | Rang           | Tijd           | Score          | Totaal         | Rang   |
| ------------------ | --------- | -------------- | -------------- | -------------- | -------------- | ------------ | ------------ | ------------ | ------------ | -------------- | -------------- | -------------- | -------------- | -------------- | -------------- | -------------- | -------------- | -------------- | -------------- | -------------- | ------ |
| Pavel Kolmakov     | Mannen    | 24,85          | 58,86          | 74,09          | 17             | 25,18        | 54,74        | 69,54        | 11           | niet geplaatst | niet geplaatst | niet geplaatst | niet geplaatst | niet geplaatst | niet geplaatst | niet geplaatst | niet geplaatst | niet geplaatst | niet geplaatst | niet geplaatst | 21     |
| Dmitri Reiherd     | Mannen    | 25,25          | 60,73          | 75,43          | 12             | 25,24        | 60,18        | 74,90        | 7            | 24,78          | 61,58          | 76,90          | 9              | 25,32          | 62,16          | 76,77          | 8              | niet geplaatst | niet geplaatst | niet geplaatst | 8      |
| Ayaoeloem Amrenova | Vrouwen   | 29,97          | 52,59          | 66,82          | 16             | 30,45        | 52,09        | 65,78        | 12           | niet geplaatst | niet geplaatst | niet geplaatst | niet geplaatst | niet geplaatst | niet geplaatst | niet geplaatst | niet geplaatst | niet geplaatst | niet geplaatst | niet geplaatst | 22     |
| Joelia Galysjeva   | Vrouwen   | niet gestart   | niet gestart   | niet gestart   | niet gestart   | 30,47        | 55,55        | 69,21        | 9            | 29,61          | 60,34          | 74,97          | 7              | 29,83          | 35,36          | 49,74          | 11             | niet geplaatst | niet geplaatst | niet geplaatst | 11     |
| Anastasia Gorodko  | Vrouwen   | niet gefinisht | niet gefinisht | niet gefinisht | niet gefinisht | 28,97        | 52,12        | 67,47        | 11           | niet geplaatst | niet geplaatst | niet geplaatst | niet geplaatst | niet geplaatst | niet geplaatst | niet geplaatst | niet geplaatst | niet geplaatst | niet geplaatst | niet geplaatst | 21     |
| Olesja Graoer      | Vrouwen   | 33,29          | 44,69          | 57,18          | 23             | 32,05        | 26,60        | 38,48        | 18           | niet geplaatst | niet geplaatst | niet geplaatst | niet geplaatst | niet geplaatst | niet geplaatst | niet geplaatst | niet geplaatst | niet geplaatst | niet geplaatst | niet geplaatst | 28     |

### Langlaufen
Maximaal vier deelnemers per onderdeel
Lange afstanden
Mannen
| Naam              | Onderdeel             | Uitslag   | Uitslag |
| Naam              | Onderdeel             | Tijd      | Rang    |
| ----------------- | --------------------- | --------- | ------- |
| Vitali Poechkalo  | 15 km klassieke stijl | 40:39,6   | 25      |
| Vitali Poechkalo  | 30 km skiatlon        | 1:23:45,1 | 32      |
| Jevgeni Velitsjko | 15 km klassieke stijl | 41:27,3   | 40      |
| Jevgeni Velitsjko | 30 km skiatlon        | LAP       | 57      |
| Jevgeni Velitsjko | 50 km vrije stijl     | 1:18:43,8 | 43      |

Vrouwen
| Naam                                                                 | Onderdeel             | Uitslag   | Uitslag |
| Naam                                                                 | Onderdeel             | Tijd      | Rang    |
| -------------------------------------------------------------------- | --------------------- | --------- | ------- |
| Irina Bykova                                                         | 30 km vrije stijl     | 1:42:42,0 | 54      |
| Ksenia Sjalygina                                                     | 10 km klassieke stijl | 32:09,9   | 53      |
| Ksenia Sjalygina                                                     | 15 km skiatlon        | 50:37,7   | 48      |
| Angelina Sjoeryga                                                    | 10 km klassieke stijl | 32:08,8   | 52      |
| Angelina Sjoeryga                                                    | 15 km skiatlon        | 50:55,3   | 49      |
| Angelina Sjoeryga                                                    | 30 km vrije stijl     | 1:36:29,6 | 42      |
| Nadezjda Stepasjkina                                                 | 10 km klassieke stijl | 32:27,2   | 57      |
| Nadezjda Stepasjkina                                                 | 15 km skiatlon        | 53:35,3   | 58      |
| Nadezjda Stepasjkina                                                 | 30 km vrije stijl     | 1:39:38,8 | 49      |
| Valeria Tjoeleneva                                                   | 10 km klassieke stijl | 32:52,1   | 59      |
| Valeria Tjoeleneva                                                   | 15 km skiatlon        | 51:30,8   | 51      |
| Ksenia Sjalygina Angelina Sjoeryga Nadezjda Stepasjkina Irina Bykova | 4×5 km estafette      | 1:01:15,4 | 15      |

Sprint
Mannen
| Naam              | Onderdeel | Kwalificatie | Kwalificatie | Kwartfinales   | Kwartfinales   | Halve finales  | Halve finales  | Finale         | Finale |
| Naam              | Onderdeel | Tijd         | Rang         | Tijd           | Rang           | Tijd           | Rang           | Tijd           | Rang   |
| ----------------- | --------- | ------------ | ------------ | -------------- | -------------- | -------------- | -------------- | -------------- | ------ |
| Vitali Poechkalo  | Sprint    | 3:06,31      | 66           | niet geplaatst | niet geplaatst | niet geplaatst | niet geplaatst | niet geplaatst | 66     |
| Jevgeni Velitsjko | Sprint    | 3:04,52      | 62           | niet geplaatst | niet geplaatst | niet geplaatst | niet geplaatst | niet geplaatst | 62     |

Vrouwen
| Naam                                  | Onderdeel  | Kwalificatie | Kwalificatie | Kwartfinales   | Kwartfinales   | Halve finales  | Halve finales  | Finale         | Finale |
| Naam                                  | Onderdeel  | Tijd         | Rang         | Tijd           | Rang           | Tijd           | Rang           | Tijd           | Rang   |
| ------------------------------------- | ---------- | ------------ | ------------ | -------------- | -------------- | -------------- | -------------- | -------------- | ------ |
| Irina Bykova                          | Sprint     | 3:42,70      | 68           | niet geplaatst | niet geplaatst | niet geplaatst | niet geplaatst | niet geplaatst | 68     |
| Ksenia Sjalygina                      | Sprint     | 3:41,55      | 67           | niet geplaatst | niet geplaatst | niet geplaatst | niet geplaatst | niet geplaatst | 67     |
| Angelina Sjoeryga                     | Sprint     | 3:35,93      | 60           | niet geplaatst | niet geplaatst | niet geplaatst | niet geplaatst | niet geplaatst | 60     |
| Nadezjda Stepasjkina                  | Sprint     | 3:32,56      | 51           | niet geplaatst | niet geplaatst | niet geplaatst | niet geplaatst | niet geplaatst | 51     |
| Ksenia Sjalygina Nadezjda Stepasjkina | Teamsprint | n.v.t.       | n.v.t.       | n.v.t.         | n.v.t.         | 24:57,59       | 10             | niet gepl.     | 19     |

### Noordse combinatie
Maximaal vier deelnemers per onderdeel
| Naam              | Onderdeel              | Schansspringen | Schansspringen | Schansspringen | Langlaufen | Langlaufen | Totaal  | Totaal |
| Naam              | Onderdeel              | Afstand        | Punten         | Rang           | Tijd       | Rang       | Tijd    | Rang   |
| ----------------- | ---------------------- | -------------- | -------------- | -------------- | ---------- | ---------- | ------- | ------ |
| Tsjingiz Rakparov | Normale schans + 10 km | 79,5           | 69,9           | 38             | 27:51,1    | 41         | 32:03,1 | 41     |
| Tsjingiz Rakparov | Grote schans + 10 km   | 111,5          | 69,6           | 38             | 30:07,5    | 46         | 34:48,5 | 43     |

### Schaatsen
Mannen
| Naam            | Onderdeel | Uitslag  | Uitslag |
| Naam            | Onderdeel | Tijd     | Rang    |
| --------------- | --------- | -------- | ------- |
| Ivan Arzjanikov | 500 m     | 35,82    | 28      |
| Denis Koezin    | 1.000 m   | 1:10,077 | 23      |
| Dmitri Morozov  | 1.500 m   | 1:47,01  | 18      |

Vrouwen
| Naam              | Onderdeel | Uitslag | Uitslag |
| Naam              | Onderdeel | Tijd    | Rang    |
| ----------------- | --------- | ------- | ------- |
| Jekaterina Ajdova | 500 m     | 1:59,01 | 18      |
| Jekaterina Ajdova | 1.000 m   | 1:16,70 | 19      |
| Jekaterina Ajdova | 1.500 m   | 1:59,01 | 18      |
| Nadezjda Morozova | 1.000 m   | 1:15,69 | 11      |
| Nadezjda Morozova | 1.500 m   | 1:56,85 | 14      |
| Nadezjda Morozova | 3.000 m   | 4:04,97 | 13      |

Massastart
| Naam              | Onderdeel | Halve finale | Halve finale | Halve finale | Finale         | Finale         | Finale |
| Naam              | Onderdeel | Punten       | Tijd         | Rang         | Punten         | Tijd           | Rang   |
| ----------------- | --------- | ------------ | ------------ | ------------ | -------------- | -------------- | ------ |
| Dmitri Morozov    | Mannen    | 2            | 8:08,73      | 10           | niet geplaatst | niet geplaatst | 19     |
| Nadezjda Morozova | Vrouwen   | 3            | 8:42,23      | 8            | 0              | 8:21,05        | 14     |

### Schansspringen
Mannen
| Naam              | Onderdeel      | Kwalificatie | Kwalificatie | Kwalificatie | Eerste ronde   | Eerste ronde   | Eerste ronde   | Finaleronde    | Finaleronde    | Finaleronde    | Totaal         | Totaal |
| Naam              | Onderdeel      | Afstand      | Score        | Rang         | Afstand        | Score          | Rang           | Afstand        | Score          | Rang           | Score          | Rang   |
| ----------------- | -------------- | ------------ | ------------ | ------------ | -------------- | -------------- | -------------- | -------------- | -------------- | -------------- | -------------- | ------ |
| Sergej Tkatsjenko | Normale schans | 68,0         | 43,1         | 50           | 95,0           | 110,3          | 41             | niet geplaatst | niet geplaatst | niet geplaatst | niet geplaatst | 41     |
| Sergej Tkatsjenko | Grote schans   | 103,0        | 60,7         | 54           | niet geplaatst | niet geplaatst | niet geplaatst | niet geplaatst | niet geplaatst | niet geplaatst | niet geplaatst | 54     |
| Danil Vassiljev   | Normale schans | 70,5         | 46,2         | 49           | 92,0           | 101,0          | 46             | niet geplaatst | niet geplaatst | niet geplaatst | niet geplaatst | 46     |
| Danil Vassiljev   | Grote schans   | 98,5         | 69,4         | 51           | niet geplaatst | niet geplaatst | niet geplaatst | niet geplaatst | niet geplaatst | niet geplaatst | niet geplaatst | 51     |

### Shorttrack
Mannen
| Naam              | Onderdeel | Series   | Series | Kwartfinale    | Kwartfinale    | Halve finale   | Halve finale   | Finale         | Finale         |
| Naam              | Onderdeel | Tijd     | Rang   | Tijd           | Rang           | Tijd           | Rang           | Tijd           | Rang           |
| ----------------- | --------- | -------- | ------ | -------------- | -------------- | -------------- | -------------- | -------------- | -------------- |
| Abzal Azjgalijev  | 500 m     | 40,870   | 1      | 40,643         | 3              | 40,462         | 2              | 40,869         | 4              |
| Adil Galjachmetov | 500 m     | 40,722   | 2      | 40,925         | 5              | niet geplaatst | niet geplaatst | niet geplaatst | 16             |
| Adil Galjachmetov | 1000 m    | 1:24,855 | 3      | niet geplaatst | niet geplaatst | niet geplaatst | niet geplaatst | niet geplaatst | 22             |
| Adil Galjachmetov | 1500 m    | n.v.t.   | n.v.t. | 2:11,823       | 2              | 2:18,291       | 4              | 2:11,584       | 8              |
| Denis Nikisja     | 500 m     | 40,482   | 1      | 40,365         | 1              | 41,005         | 4              | 41,329         | 8              |
| Denis Nikisja     | 1500 m    | n.v.t.   | n.v.t. | penalty        | penalty        | niet geplaatst | niet geplaatst | niet geplaatst | niet geplaatst |

Vrouwen
| Naam           | Onderdeel | Series   | Series | Kwartfinale    | Kwartfinale    | Halve finale   | Halve finale   | Finale         | Finale         |
| Naam           | Onderdeel | Tijd     | Rang   | Tijd           | Rang           | Tijd           | Rang           | Tijd           | Rang           |
| -------------- | --------- | -------- | ------ | -------------- | -------------- | -------------- | -------------- | -------------- | -------------- |
| Olga Tichonova | 1000 m    | 1:56,438 | 3      | niet geplaatst | niet geplaatst | niet geplaatst | niet geplaatst | niet geplaatst | 24             |
| Olga Tichonova | 1500 m    | n.v.t.   | n.v.t. | penalty        | penalty        | niet geplaatst | niet geplaatst | niet geplaatst | niet geplaatst |

Gemengd
| Naam                                                                        | Onderdeel    | Kwart finale | Kwart finale | Halve finale | Halve finale | Finale   | Finale |
| Naam                                                                        | Onderdeel    | Tijd         | Rang         | Tijd         | Rang         | Tijd     | Rang   |
| --------------------------------------------------------------------------- | ------------ | ------------ | ------------ | ------------ | ------------ | -------- | ------ |
| Jana Chan Olga Tichonova (Abzal Azjgalijev) Adil Galiachmetov Denis Nikisja | 2000 m relay | 2:43,004     | 3            | 2:42,575     | 3            | 2:44,148 | 5      |